# Ajust fi (física)
En física teòrica, l'ajust fi es refereix a les circumstàncies sota les quals els paràmetres d'un model teòric donat han de ser ajustats molt precisament per tal d'estar d'acord amb les observacions experimentals. Les teories que requereixen ajust-fi són considerades problemàtiques en absència d'un mecanisme conegut per a explicar per què els paràmetres han de tenir precisament els valors requerits. La regla heurística que indica que els paràmetres d'una teoria física fonamental no haurien de ser massa ajustats rep el nom de naturalitat. Les explicacions sovint invocades per a resoldre els problemes d'ajust fi inclouen (i) mecanismes naturals pels quals els valors dels paràmetres poden ser constrets als seus valors observats, i (ii) el principi antròpic.
La necessitat d'ajusts fins porta a diversos problemes que no mostren que les teories són incorrectes en si, en el sentit de ser falsables per les observacions, però que suggereixen que tenen alguns elements mancants. Per exemple, el problema de la petitesa de la constant cosmològica; el problema de la jerarquia en física de partícules; el problema CP fort, entre d'altres.
Un exemple d'un problema d'ajust fi considerat per la comunitat científica per tenir una solució "natural" versemblant és el problema de la planitud del cosmos, el qual és solucionat si la teoria inflacionista és correcta: la inflació força l'univers a esdevenir molt pla, resolent el problema de perquè l'univers és pla en un grau tan alt.